# 엘리너 스튜어트
엘리너 스튜어트(Eleanor Stewart, 1913년 2월 2일 ~ 2007년 7월 4일)는 미국의 배우, 영화배우, 성우, 텔레비전 배우이다.
시카고에서 태어났다.

## 영화
- 프렌치맨스 크리크 (1944년)
- 영웅의 여자 (1942년)
- 루이지아나 퍼처스 (1941년)
- 라스베가스 나이츠 (1941년)
- 애수 (1940년)
- 창공을 달리는 사랑 (1936년)